# 恵那市立長島小学校
恵那市立長島小学校（えなしりつ おさしましょうがっこう）とは、岐阜県恵那市にある公立小学校。
校区は長島町中野（一部）、長島町永田、長島町正家（阿木川より西の区域）、長島町久須見（一部）、長島町鍋山、大井町（一部）である。

## 沿革
出典
- 1873年（明治6年） - 中野村に志誠義校が開校。同時期に、正家村、永田村にも学校が開かれる[4]。
- 1876年（明治9年） - 正家学校（正家村）を合併。
- 1886年（明治19年） - 志誠小学校に改称する。同年志誠簡易科小学校に改称する。
- 1887年（明治20年） - 野井簡易科小学校永田分校を統合する。
- 1889年（明治22年）
  - - 志誠尋常小学校に改称する。
  - - 正家村、久須見村、永田村、中野村が合併し、長島村が発足。
- 1892年（明治25年） - 長島尋常高等小学校に改称する。校区は大字中野・正家・永田。
- 1898年（明治31年）12月14日 - 町制施行し、長島町となる。
- 1902年（明治35年） - 実業補習学校を附設する。
- 1925年（大正14年） - 現在地に移転する。
- 1941年（昭和16年） - 国民学校令により、長島国民学校に改称する。
- 1947年（昭和22年） - 学制改革により、長島町立長島小学校に改称する。
- 1951年（昭和26年） - 講堂完成。校歌制定。
- 1954年（昭和29年）4月1日 - 大井町、長島町、東野村、三郷村、武並村、笠置村、中野方村、飯地村と合併し、恵那市が発足。同時に恵那市立長島小学校に改称する。
- 1971年（昭和46年） - 校舎（鉄筋コンクリート造）が完成。
- 1980年（昭和55年） - 屋内体操場完成。難聴学級開設。
- 1985年（昭和60年） - 国旗掲揚塔完成。
- 1987年（昭和62年） - プールが完成。
- 1992年（平成4年） - 校舎大規模改善事業完成。
- 2001年（平成13年） - 禽舎完成。
- 2003年（平成15年） - 学林公園にビオトープ完成（ライオンズクラブ寄贈）。
- 2004年（平成16年） - 校内耐震工事の実施。
- 2005年（平成17年） - PTAによる「ちょぼパト」開始。
- 2006年（平成18年） - 学林公園整備。
- 2007年（平成19年） - 体育館緞帳整備。
- 2011年（平成23年） - 校区内安全看板の確認し、撤去。各普通教室に扇風機設置。
- 2012年（平成24年） - 校区内安全看板の設置。